# Frederick Taylor
Frederick Taylor (ur. 1947 r. w Aylesbury (Buckinghamshire) Anglia) – brytyjski historyk i pisarz, autor książek historycznych. Członek Royal Historical Society (Królewskiego Stowarzyszenia Historycznego).

## Życiorys
Frederick Taylor zaczynał edukację w szkołach lokalnych, kontynuował w Aylesbury Grammar School, gdzie w 1967 roku zdobył stypendium na rozpoczęcie nauki historii Uniwersytecie Oksfordzkim. Na tej uczelni studiował historię i języki współczesne, a na Uniwersytecie Sussex odbył staż podyplomowy, badając i opracowując wykształcenie się skrajnej prawicy w Niemczech u schyłku pierwszej dekady XX wieku. W tym czasie zdobył Stypendium Volkswagena, które umożliwiło mu zbieranie materiałów do pracy w podróżach po Zachodnich, jak i Wschodnich Niemczech. Obecnie Frederick Taylor pracuje jako pisarz, historyk, wydawca, tłumacz i scenarzysta. Jest żonaty z amerykańską poetką i pisarką Alice Kavounas, z którą ma trójkę dzieci. Mieszka w Kornwalii w Wielkiej Brytanii.
Frederick Taylor zredagował i przetłumaczył na język angielski Dzienniki Goebbelsa (Goebbels Diaries 1939-41 (1982)). Sławę przyniosła mu historyczna monografia o bombardowaniu Drezna (Dresden: Tuesday 13 February 1945 (2004)), będąca pierwszym tak szczegółowym opracowaniem tematu, opartym zarówno na dokumentach stron walczących, jak i relacjach świadków. Książka zaprzecza także negacjonistycznym tezom o tym wydarzeniu, opublikowanym przez Davida Irvinga. Od czasu sukcesu książki, Taylor jest członkiem wielu paneli eksperckich, wykładów i seminariów odbywających się na całym świecie. Taylor pojawił się też jako komentator w produkcji Channel 4 Bomber Crew, a także udziela regularnych wywiadów w amerykańskim National Public Radio. 

## Dzieła

### Powieści
- Auf Wiedersehen, Pet (1983)
- Walking Shadows (1984)
- The Kinder Garden (1990)
- The Peacebrokers (1992)

### Opracowania historyczne
- Kinder Garden (1994)
- Operation Thunderclap (2003)
- Dresden: Tuesday, February 13, 1945 (2004)
- The Berlin Wall: 13 August 1961 - 9 November 1989 (2006)
- Exorcising Hitler: The Occupation and Denazification of Germany (2011)

### Tłumaczenia
- Goebbels Diaries 1939-41 (1982)